# Чиликин, Николай Ильич
Николай Ильич Чиликин (14 апреля 1924, Рассказово — 26 декабря 1988, Рассказово) — наводчик орудия 277-го гвардейского истребительно-противотанкового артиллерийского полка 4-й отдельной гвардейской Речицко-Радомской истребительно-противотанковой артиллерийской бригады, 69-й армии, 1-го Белорусского фронта, гвардии старший сержант.

## Биография
Родился 14 апреля 1924 года в городе Рассказово (ныне — Тамбовской области). Окончил 5 классов. Работал на местном овчинно-шубном заводе.
В Красной армии с апреля 1942 года. В боях Великой Отечественной войны с ноября 1942 года.
Наводчик орудия 277-го гвардейского истребительно-противотанкового артиллерийского полка гвардии старший сержант Николай Чиликин 18 июля 1944 года в бою за населённый пункт Пшевалы (Przewały, ныне Перевалы), расположенный в 12-и километрах северо-западнее города Тужиск (Turzysk), Турийск, Волынской области Украины, несмотря на сильное противодействие противника, вместе с расчётом прямой наводкой подавил огонь четырёх дзотов, двух пулеметов, 75-миллиметровой пушки, подбил автотягач. За мужество и отвагу, проявленные в боях, 30 июля 1944 года гвардии старший сержант Чиликин Николай Ильич награждён орденом Славы 3-й степени.
14 января 1945 года при прорыве вражеской обороны у населённого пункта Пискарув, расположенного в 10-и километрах юго-западнее польского города Пулавы, наводчик орудия 277-го гвардейского истребительно-противотанкового артиллерийского полка гвардии старший сержант Николай Чиликин метким огнём из орудия уничтожил три миномёта, две пулеметные точки, две противотанковые пушки и до полутора десятков противников, обеспечив успешное продвижение стрелковых подразделений. За мужество и отвагу, проявленные в боях, 4 марта 1945 года гвардии старший сержант Чиликин Николай Ильич награждён орденом Славы 2-й степени.
В период с 26-го по 30 апреля 1945 года в боях за столицу Германии город Берлин наводчик орудия 277-го гвардейского истребительно-противотанкового артиллерийского полка гвардии старший сержант Николай Чиликин огнём из своего орудия поддерживал атаки стрелковой роты, вывел из строя два пулемёта, два миномёта, зенитную пушку и большое количество вражеских солдат.
Указом Президиума Верховного Совета СССР от 15 мая 1946 года за образцовое выполнение заданий командования в боях с немецко-вражескими захватчиками гвардии старший сержант Чиликин Николай Ильич награждён орденом Славы 1-й степени, став полным кавалером ордена Славы.
В 1945 году Н. И. Чиликин демобилизован. Вернулся на родину. Член ВКП/КПСС с 1951 года. Работал на трикотажной фабрике машинистом-электриком. Скончался 26 декабря 1988 года. Похоронен в городе Рассказово Тамбовской области.
Награждён орденами Отечественной войны 1-й степени, Славы 1-й, 2-й и 3-й степени, медалями.